# 青化法
青化法（せいかほう）とは、金を水溶性の錯体に変化させることによって、低品位の金鉱石から金を浸出させる湿式製錬技術である。シアン化法とも言う他、開発者の名を取ってマッカーサー・フォレスト法（MacArthur-Forrest process）とも呼ばれる。
全世界のシアン化合物の生産量の13パーセントが、金や銅、亜鉛、銀を回収するために処理する薬剤として使用されている。残りの87パーセントは、プラスチックや接着剤、農薬の製造などに使用されている。シアン化合物は毒性が強く、青化法は問題のあるプロセスであるとして、少数の国や地域では使用が禁止されている。

## 歴史
1783年にカール・ヴィルヘルム・シェーレがシアン化合物の水溶液に金が溶けることを発見した。1844年のBagration、1846年のElsner、1847年のファラデーの研究の成果により、金原子1つに対しシアン化物イオン2つが必要であることが分かった。つまり水溶性の物質の化学量論的な組成が明らかになった。

### 工業的プロセス

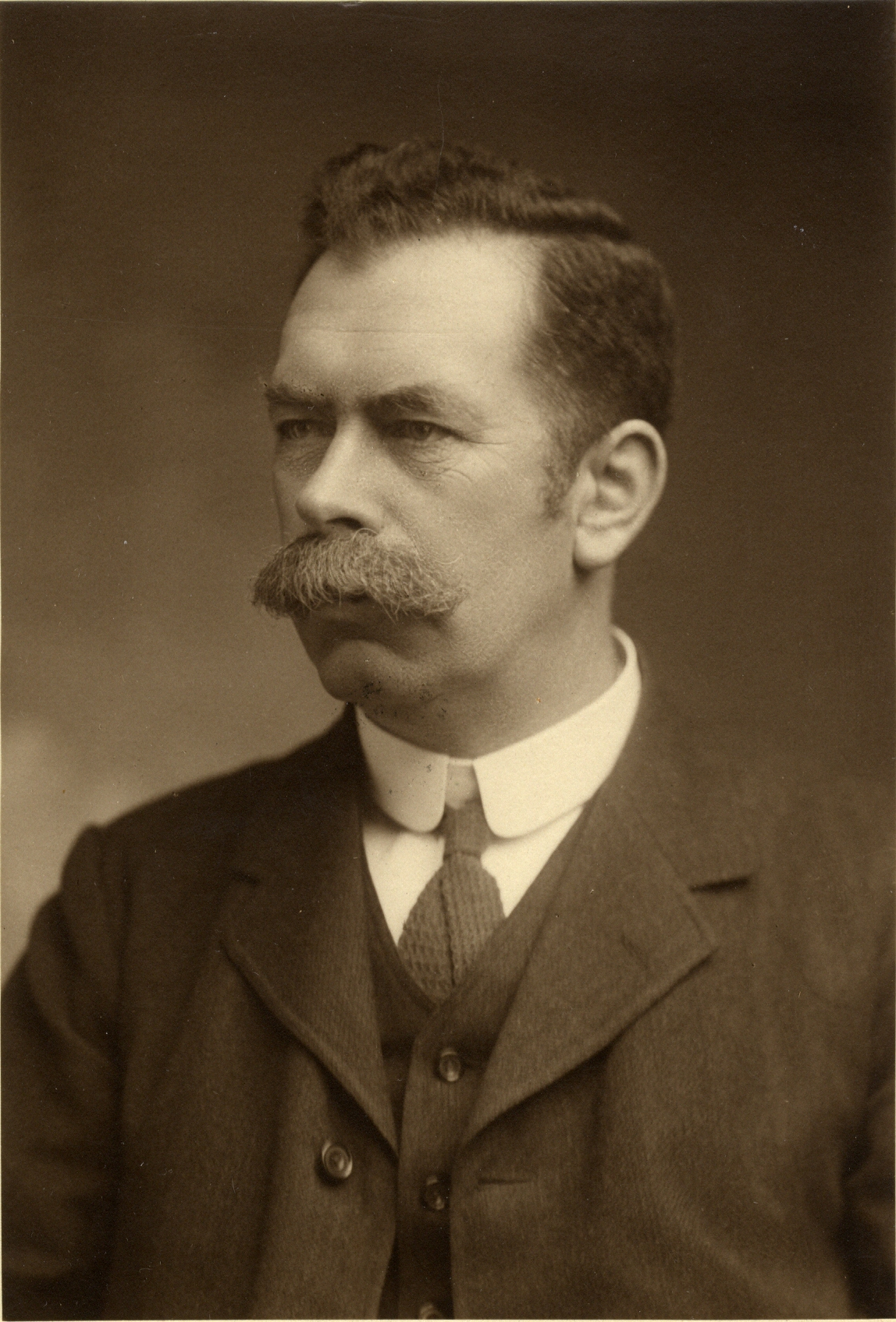
1887年に青化法を開発したJohn Stewart MacArthur

南アフリカのランドにおける金鉱山の拡大は、1880年代には失速し始めていた。新しい鉱脈は黄鉄鉱を伴う金鉱石であることが多くなったためである。当時の化学的プロセスや技術では、このような金鉱石からは金を抽出できなかったからである。
1887年にスコットランドのグラスゴーにあるTennant Companyで働いていたJohn Stewart MacArthurは、Dr. Robert ForrestとDr. William Forrestの兄弟とともに、金鉱石から金を浸出させるマッカーサー・フォレスト法を開発した。この新たに開発された金の抽出法はランドで1890年に初めて利用され、完璧な操業はできなかったのにも拘らず、大規模な金鉱山への投資ブームを引き起こした。
1891年までにネブラスカの薬品商であったGilbert S. Peytonが自身の保有するユタ州のMercur鉱山で、このプロセスを改善した。Mercur鉱山は、「青化法で金鉱石を処理した最初の商業的に成功したアメリカ国内の鉱山プラント」
であるとされている。
1896年にはBodländerが、このプロセスには酸素が必要なことを確認した。このことにMacArthurは懐疑的であったが、中間体として過酸化水素が生成していることが明らかになった。
1900年ごろには、アメリカの製錬技術者であるCharles Washington Merrill (1869年〜1956年)とエンジニアのThomas Bennett Croweが、シアン化合物による浸出液の処理方法を、真空と亜鉛粉末を利用して改善した。これはメリル・クロー法と呼ばれている。

## 化学反応

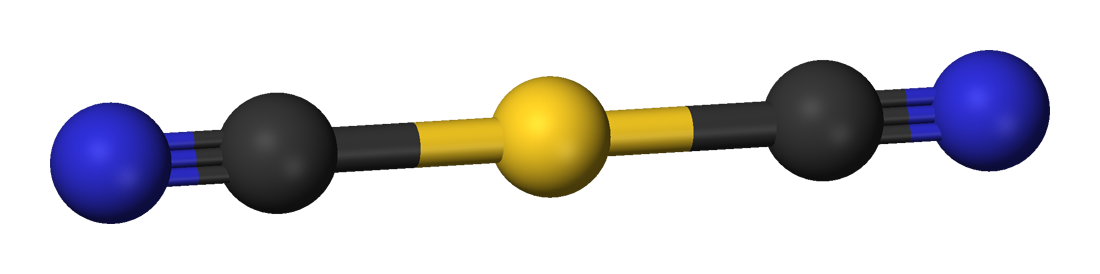
シアン化金(I)イオン([Au(CN)_{2}]^{−})の球棒モデル。

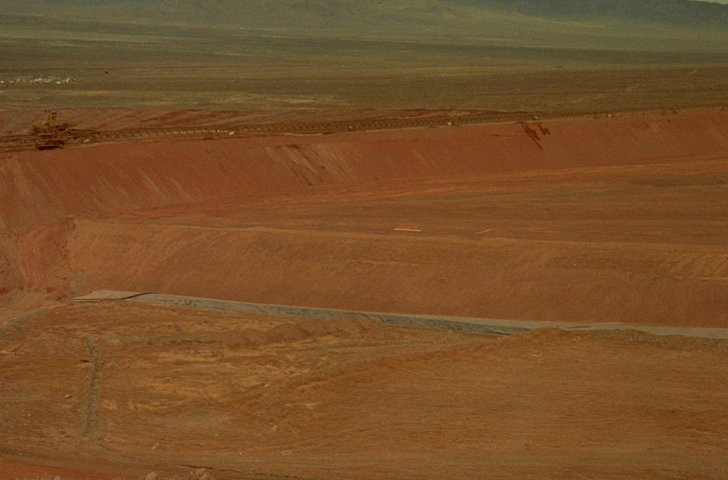
ネバダ州Elko近郊の金鉱山におけるヒープリーチングの様子

金の水溶液に溶解する化学反応式は、Elsner Equationと呼ばれ、以下のようである。
{\displaystyle {\ce {4 Au(s) + 8 NaCN(aq) + O2(g) + 2H2O(l) -> 4Na[Au(CN)2](aq) + 4NaOH(aq)}}}
この酸化還元反応において、2段階の反応で酸素によって金原子から1つの電子が奪われ、
Au(CN)−
2の錯イオンが生成する。

## 応用
鉱石は、粉砕機で粉砕され、鉱石によっては、浮遊選鉱や遠心分離によって更に選鉱されることもある。スラリー(懸濁液)にするために水が加えられる。アルカリ性に調整したスラリーにはシアン化ナトリウムやシアン化カリウムの水溶液が加えられるが、多くの現場では、より経済的であるシアン化カルシウムが使用される。
処理中に有毒なシアン化水素ガスが発生するのを防ぐため、スラリーはpHを10.5以上の強アルカリ性に保つ必要があり、消石灰(水酸化カルシウム)や苛性ソーダ(水酸化ナトリウム)が添加される。部分的に酸化した鉱石を処理する場合には、金の浸出速度と実収率の向上のために、硝酸鉛が加えられることもある。

### 溶存酸素の影響
酸素は、青化反応中に消費される物質の1つであり、溶存酸素の不足は浸出速度を低下させる。空気または純酸素を懸濁液に吹き込むことにより、溶存酸素濃度を最大化することができる。酸素と懸濁液を接触器を利用し、酸素濃度を高め大気圧下での飽和濃度を大きく越える溶存酸素濃度を実現できる。酸素は過酸化水素を懸濁液に加えることによっても供給できる。

### 事前エアレーションと鉱石の洗浄
部分的に硫化している鉱石では特に、シアン化合物を加える前に鉱石を高pHの水中でエアレーションすることで、鉄や硫黄といったシアン化合物の反応性を阻害する成分を溶かし、青化を効率良くすることができる。特に、鉄を3価の酸化鉄(III)へ酸化して水酸化鉄として沈殿させることで、シアン化鉄錯体の生成によるシアン化合物の無駄な消費を防ぐことができる。
また、硫黄分を硫酸イオンへと酸化することで、チオシアン酸(SCN−) の副生によるシアン化合物の無駄な消費を防ぐことができる。

## シアン化合物水溶液からの金の回収
経済性の観点で一般的な、溶解した金の水溶液からの回収方法を以下に示す(技術上の問題で使用されない場合もある)。
- CIP (Carbon in pulp)
- 電解採取
- メリル・クロー法

## シアン分解プロセス
金製錬プラントからの廃水にはシアンが残っており潜在的な危険がある。そのため、シアンを含む廃水を無毒化する工程が設けられている。この工程はシアンの濃度を低下させるものである。
シアンを、より毒性が弱く、炭酸イオンとアンモニウムイオンへと加水分解するシアン酸へと酸化させる方法として、INCOがライセンスする方法と過硫酸(別名、カロ酸; H2SO5)を利用する方法がある。他にも過酸化水素による酸化分解法やアルカリ塩素法があるが、あまり一般的ではない。
{\displaystyle {\ce {CN- + [O] -> OCN-}}}
{\displaystyle {\ce {OCN- + 2 H2O -> HCO3- + NH3}}}
INCOの方法では、SO2と空気でシアンをシアン酸へと変えている。典型的には、石灰を使ってpHを約8.5に保ちつつSO2を発生させるピロ亜硫酸ナトリウムを鉱滓に加え、圧縮空気を吹き込むことにより、鉱滓ダムへ排出する前にシアンを大幅に毒性の弱いシアン酸へと変えている。鉱石から充分に銅が浸出できない場合には触媒として硫酸銅を添加する。シアン濃度を典型的には50 (mg/L)以下に下げることができ、世界中で90以上の鉱山でこの方法が現在採用されている。また、WADシアンをEUのMining Waste Directiveで認められる10pmm以下の濃度にすることができる。
バヤ・マレの鉱滓ダムでは、遊離シアン濃度は66〜81ppm、全シアン濃度は500〜1000ppmである。
一方、過硫酸を利用する方法では10〜50 (mg/L)の水準に下げることができる。
過硫酸はシアンをシアン酸に変化させる。過硫酸を利用する方法では、WAD (Weak Acid Dissociable)シアンを鉱滓ダムへ排出できる50 (mg/L)以下にすることができる。
いずれの場合も、鉱滓ダムでは遊離シアンはシアン酸となり、さらに加水分解してアンモニウムイオンとなる。研究によると、金鉱山の鉱滓中の残留シアンは、水銀といった有毒な金属を地下水系や表層水系へと継続的に放出させる。

## 環境への影響

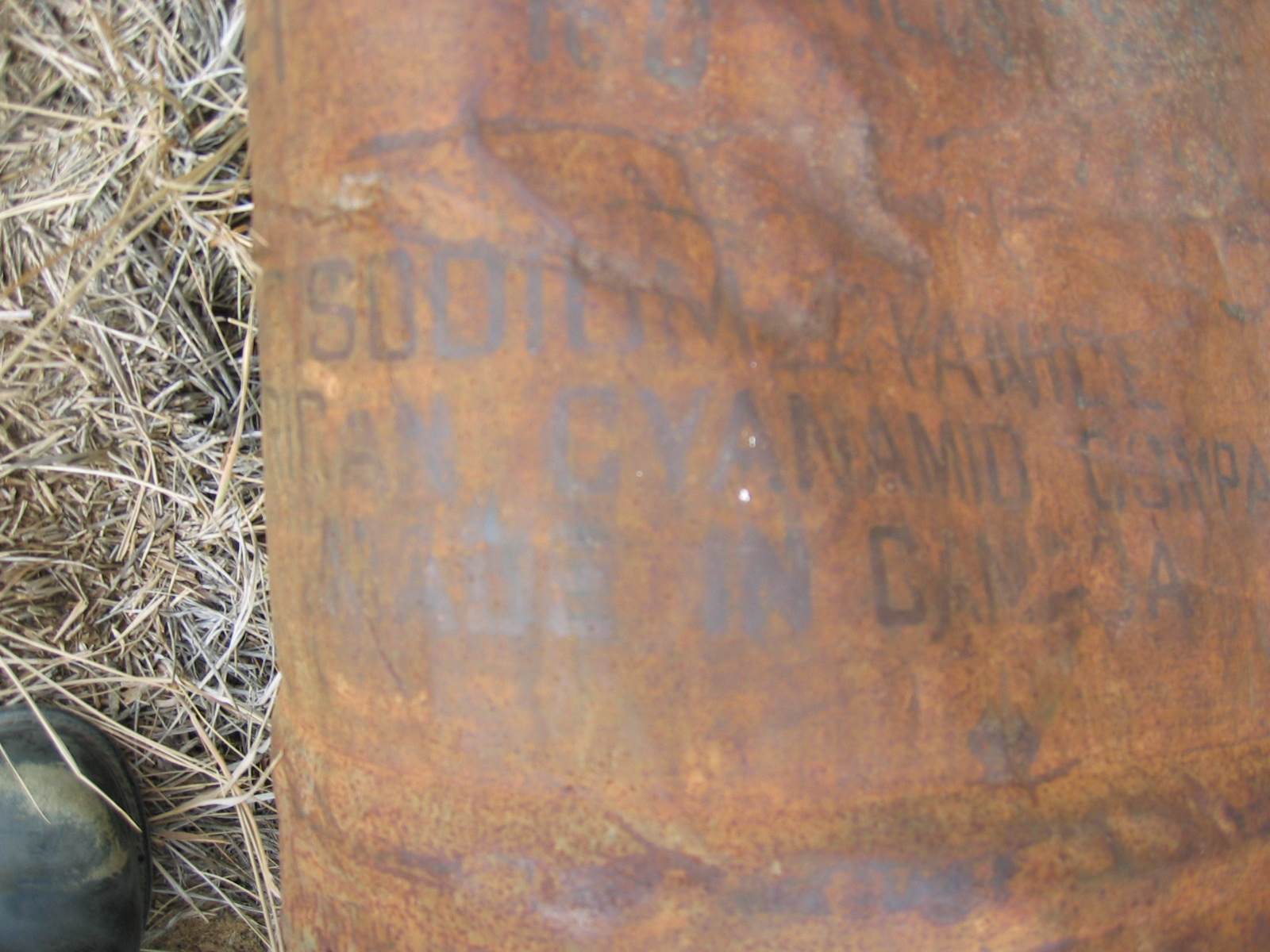
カリフォルニア州MasonicにあるChemung鉱山に放置されたシアン化ナトリウムの入ったドラム缶

金の生産の90%が青化法を利用している。しかし、青化法はシアン化合物の毒性のため批判の対象になっている。シアン化合物の水溶液は、日光の下で速やかにより毒性の低いシアン酸やチオシアン酸へ転換するが、これらは何年間も分解されない。人間の死亡している著名な災害も起きている。人間は汚染された水を飲用したり、汚染された水系に近づかないように注意することができるが、シアンの漏洩は河川に壊滅的な影響を与え得る。漏洩場所から下流数マイルに渡って、全ての生き物を殺すことがある。だが、シアンはすぐに洗い流され、上流側の汚染されなかった場所から生き物が移り住んでくる。こうして生き物はすぐに復活する。ルーマニア当局によると、バヤ・マレのSomeș川でのプランクトンの数は、シアンの漏洩から16日以内に通常の60%まで回復したとしている。しかし、ハンガリーとユーゴスラビアはこの数値を認めていない。
著名なシアン漏洩は下表のようである。
| 年               | 鉱山        | 国                 | 発生事象                                                                       |
| ---------------- | ----------- | ------------------ | ------------------------------------------------------------------------------ |
| 1978年           | 持越        | 日本               | 伊豆大島近海地震による鉱滓ダムの決壊                                           |
| 1985年から1991年 | Summitville | US                 | リーチパッドからの漏洩                                                         |
| 1980年代から現在 | Ok Tedi     | パプアニューギニア | 管理が不充分な状態での廃棄物の排出                                             |
| 1995年           | Omai        | ガイアナ           | 鉱滓ダムの決壊                                                                 |
| 1998年           | クムトール  | キルギス           | トラックの転倒                                                                 |
| 2000年           | バヤ・マレ  | ルーマニア         | 鉱滓ダムの決壊 (en:2000 Baia Mare cyanide spillを参照)                         |
| 2000年           | Tolukuma    | パプアニューギニア | ヘリコプターが貨物を森林へ落下させた。                                         |
| 2018             | San Dimas   | メキシコ           | トラックがドゥランゴのPiaxtia川へ200リットルのシアン化合物水溶液を漏洩させた。 |

このような漏洩を受け、ルーマニアのRoşia Montanăや、オーストラリアのLake Cowal、チリのPascua Lama、マレーシアのBukit Komanなどではシアン化合物を使う新しい鉱山開発への激しい反対運動が起きている。

## 青化法の代替法
シアン化合物は、安価で、効率が良く、生物によっても無害化され得る。しかしながら、シアン化合物は毒性が強いために、より毒性の低い薬剤により金を浸出させる新しい方法が開発されている。
シアン化合物以外の浸出用薬剤には、チオ硫酸(S2O2−
3)や
チオ尿素(SC(NH2)2)、ヨウ素/ヨウ化物、アンモニア、水銀（アマルガム法）、アルファシクロデキストリンなどがある。
薬剤コストや金の回収率などが課題となっている。チオ尿素は、輝安鉱を含む鉱石の処理に商業的に使用されている。水銀は古くから（青化法が開発されるより前から）利用されてきたが、環境問題や健康問題（作業に従事する労働者が無機水銀中毒に罹る可能性が高い）から近年は使用が控えられている。
なお、金鉱石としてではなく、含金珪酸鉱と呼ばれる銅の乾式製錬用の融剤として出荷し、「副産物」として金が分離生産される場合もある。日本における金の生産はこちらが主力となっており、青化法を実施している日本の鉱山は2019年現在では串木野鉱山（支山である赤石鉱山産の鉱石や買鉱を原料とする）のみとなっている。

## 法的規制
アメリカ合衆国のモンタナ州とウィスコンシン州、チェコ共和国、ハンガリーなどでは、シアン化合物を利用した製錬が禁止されている。しかし欧州委員会は、以下に述べる既存の規制が充分に環境保全と健康被害の防止のために機能しているとして、このような禁止の提案を拒否している。ルーマニアにおける青化法を禁止しようとする動きは、ルーマニア国会で数回に渡って否決されている。
現在ルーマニアでは、シアン化合物の金鉱山での使用禁止を求める反対運動が起きている。
(en:2013 Romanian protests against the Roșia Montană Projectを参照)
EUでは、有害な化学物質の工業的な利用は、Seveso II Directive (1979年のダイオキシンに関する災害の後に導入された82/501/EECを置き換えるDirective 96/82/ECのことで「遊離シアンと遊離シアンを発生させる化合物の水溶液」は地下水の水質を現在または将来に悪化させる排出は、規模に関わらず、Groundwater Directive (Directive 80/68/EEC)のList Iで規制されている。Groundwater Directiveは、2000年にWater Framework Directive (2000/60/EC)によってほとんどが置き換えられている。)で規制されている。
2000年のバヤ・マレでのシアン漏洩に対応して、欧州議会と欧州理事会は、製錬業から発生する廃棄物
の管理について、Directive 2006/21/ECを採択した。Article 13(6)には、「鉱滓ダム中のWADシアンの濃度は、利用可能な最良の技術によって、できる限り低くしなくてはならない」としており、2008年5月1日以降には、10ppmを越えるWADシアンを含んだ廃棄物は、排出できないこととなった。以前から青化法を使用している鉱山は、当初は50ppを越えないことが求められるが、2013年には25ppm、2018年には10ppmに段階的に基準が引き下げられる。
Article 14では、鉱山の閉山後に確実に有害物を除去できるようにする財務的な保証をしなければならないと定めている。このことは特に、小規模な会社がEU圏内で金鉱山を開発する場合には、大きな影響を与える。
業界では自主的にCyanide Codeを定めており、企業におけるシアン化合物の管理について第三者による監査も行った上で、環境への影響を少なくしようとしている。